# Delta (album)
Pour les articles homonymes, voir Delta (homonymie).

Delta est le troisième album de Delta Goodrem.
Il s'est vendu à plus de 250 000 exemplaires.[réf. nécessaire]
- Premier single : In This Life (2007)
- Second single : Believe Again (2008)
- Troisième single : You Will Only Break My Heart (2008)
- Quatrième single : I Can't Break It To My Heart (2008)

## Édition Standard
1. Believe Again
2. In This Life
3. Possessionless
4. God Laughs
5. You Will Only Break My Heart
6. Guardian
7. Bare Hands
8. Woman
9. I Can't Break It To My Heart
10. Brave Face
11. One Day
12. Angels In The Room

## Les ventes
| Pays (2007)                   | Peak position | Certification | Ventes          |
| ----------------------------- | ------------- | ------------- | --------------- |
| Australia ARIA Album Chart    | 1             | 2× Platinum   | 210,000/212,000 |
| New Zealand RIANZ Album Chart | 12            | -             | -               |